# Турковський Сергій Володимирович
Сергі́й Володи́мирович Турко́вський (29 січня 1976 — 14 червня 2016) — молодший сержант Збройних сил України, учасник російсько-української війни.

## Життєпис
Народився 1976 року в селі Новоуспенівка (Веселівський район, Запорізька область). Створив родину та проживав у своєму селі.
У квітні 2015 року мобілізований у квітні; молодший сержант, розвідник-кулеметник 21-го окремого мотопіхотного батальйону «Сармат», 56-та бригада.
14 червня 2016-го в першій половині дня терористи почали артобстріл села Павлопіль (Волноваський район), під час якого на опорний пункт ЗСУ висунулась ДРГ. У бою загинули Сергій Турковський та молодший сержант Ігор Іванусь, один вояк зазнав поранення.
Похований у Новоуспенівці.
Без Сергія лишилися дружина та двоє дітей.

## Нагороди та вшанування
- указом Президента України № 476/2016 від 27 жовтня 2016 року «за особисту мужність і високий професіоналізм, виявлені у захисті державного суверенітету та територіальної цілісності України, вірність військовій присязі» — нагороджений орденом «За мужність» III ступеня (посмертно)[2]
- орденом «За заслуги перед Запорізьким краєм» ІІІ ступеня, посмертно (розпорядження голови Запорізької обласної ради від 16.08.2017 № 269-н)[3].
- 12 червня 2017 року пам'ятну дошку Сергію Турковському відкрито в Новоуспенівській школі.